# Tibouchina ochypetala
Tibouchina ochypetala là một loài thực vật có hoa trong họ Mua. Loài này được (Ruiz & Pav.) Baill. miêu tả khoa học đầu tiên năm 1877.